# Nanos, Vipava
Nanos je naselje v Občini Vipava.